# Jagdterrier

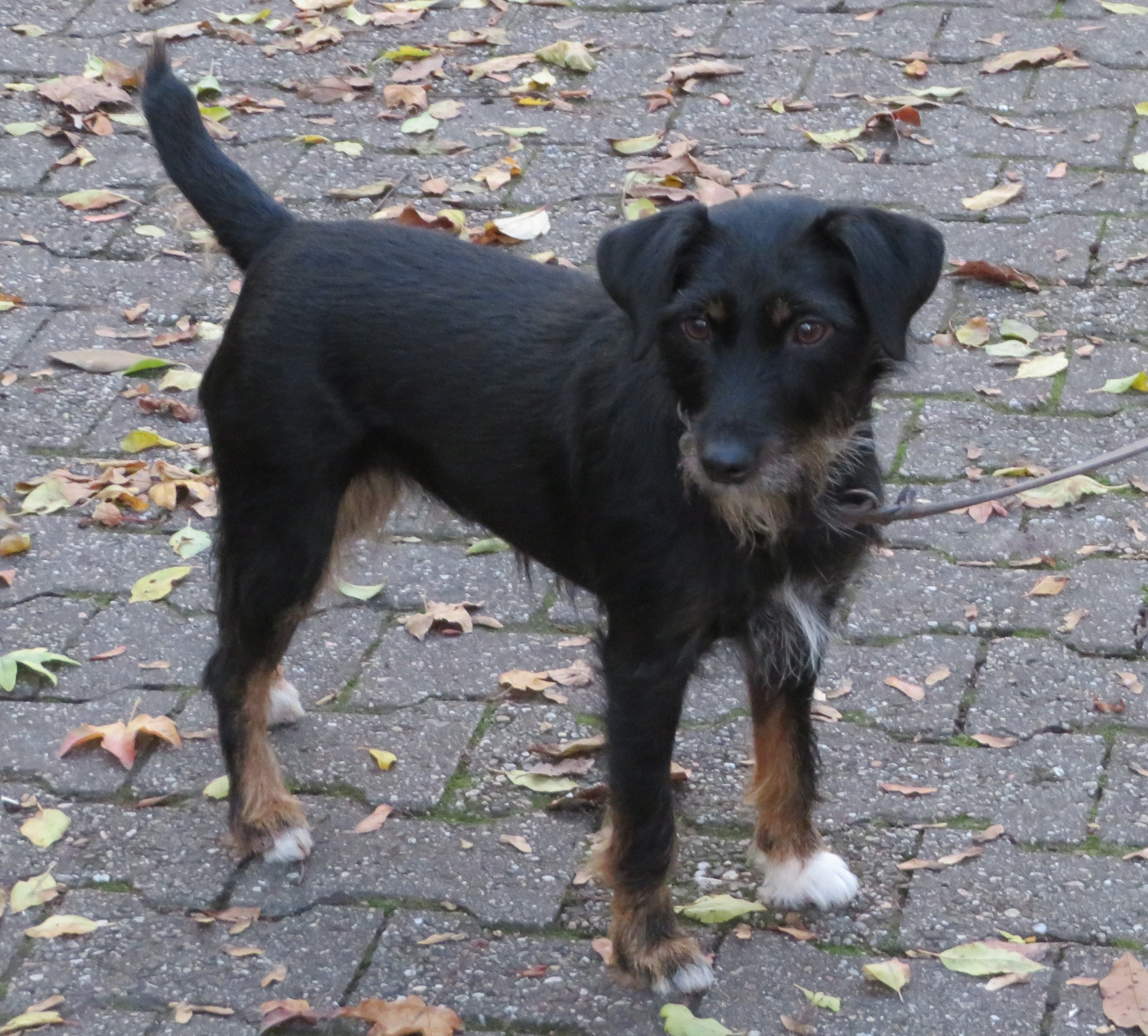
Jagdterrier

Jagdterrier-ul este un tip de terrier de lucru, originar din Germania, care este folosit pentru vânătoare atât la suprafață cât și în subteran. Aceasta rasa de terrier este, de asemenea, numit German Hunt Terrier.

## Descriere
Un aspect tipic al unui Jagdterrier este negru cu cafeniu, cafeniul fiind mai apropiat de o culoare de rugină, pe bot și membre. Un cafeniu deschis ar trebui să fie evitat, nefiind în standardul rasei. Acesta poate fi, de asemenea, de culoarea ciocolatei sau culoarea ficatului. Culoarea deschisă, marcajele albe, ar trebui să fie evitată în programele de reproducere. Nasul este maro. Marcaje negre și cafeniu, de culoarea ruginei ar trebui să fie obiectivul. Standardul rasei solicită pentru un astfel de animal o înălțime la greabăn de la 33 până la 40 de cm. Femelele au greutatea de la 7,5 la 8,5 kg, iar masculii de la 9 la 10 kg. Blana de Jagdterrier poate fi sârmoasă sau netedă. Coada este în mod normal, dar nu întotdeauna, cupată de la 2/3 din lungimea naturală.

## Temperament
Rasa a fost dezvoltată pentru a fi câine de vânătoare. Deși de multe ori folosiți pentru vizuini, în special pentru bursuc, vulpe și câine enot, Jadgterrier-ii sunt, de asemenea, folosiți pentru a hărțui mistreți și a scoate iepurii din tufișuri. De asemenea se folosește această rasă pentru luarea urmei de sânge. Datorită inteligentei lor și adaptabilității, Jagdterrier-ii pot fi animale de companie bune, dar trebuie amintit că aceștia sunt în primul rând câini de vânătoare, cu un simț al prăzii puternic.